# Ханженковское водохранилище
Ханже́нковское водохранилище (укр. Ханжонківське водосховище) — небольшое водохранилище речного типа на реке Крынка в Донецкой области на Украине.

## Физико-географическая характеристика
Это самый большой искусственный водоём на Крынке. Водохранилище создано на участке реки между посёлками Нижняя Крынка и Зуевка. Площадь водохранилища — 4,8 км², площадь водосбора — 780 км², запас воды — 19,4 млн м³, длина водохранилища — 7,5 км, ширина — от 150 м до одного километра, высота уреза воды — 111 м.

## Галерея

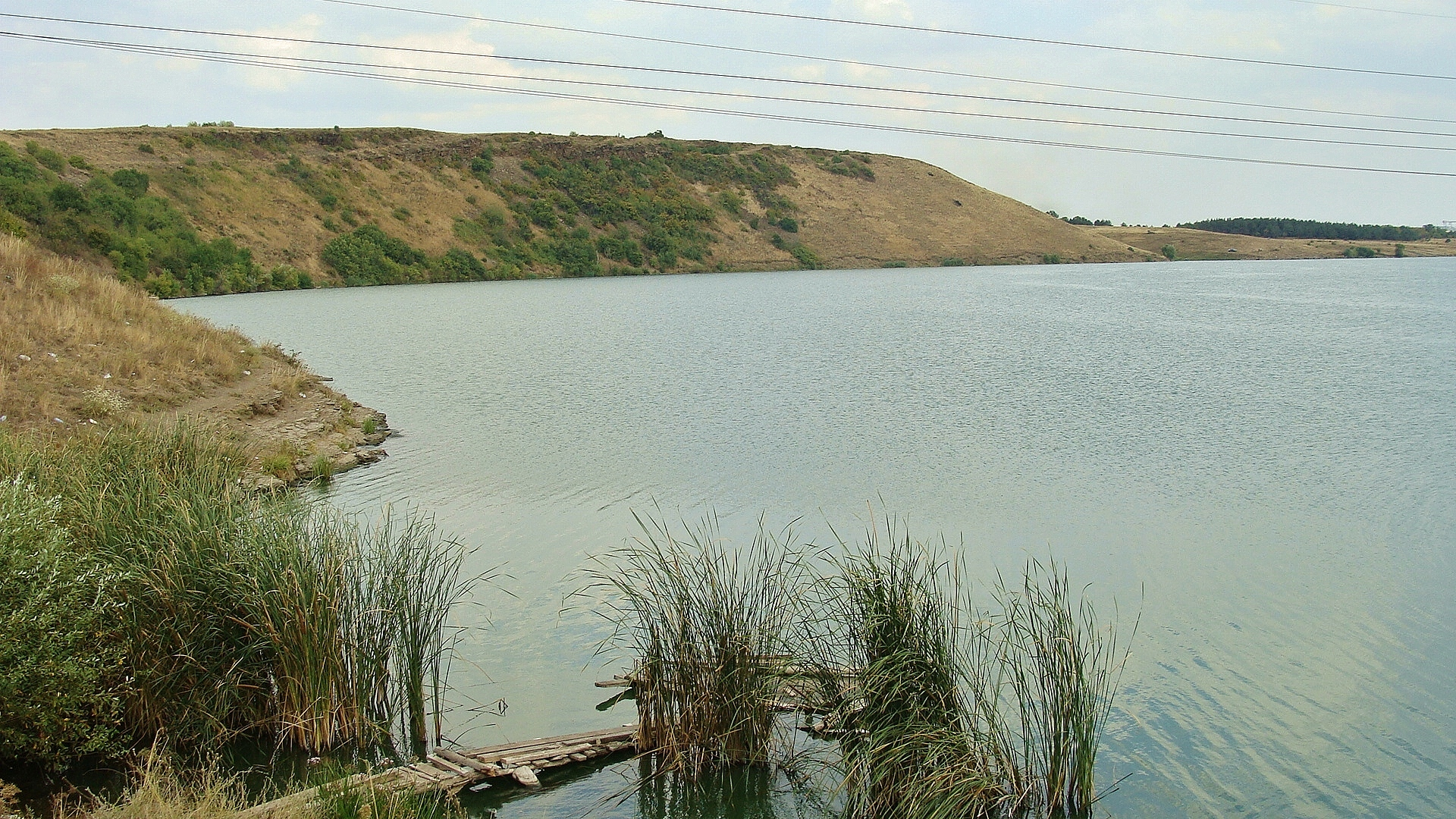
Левый берег
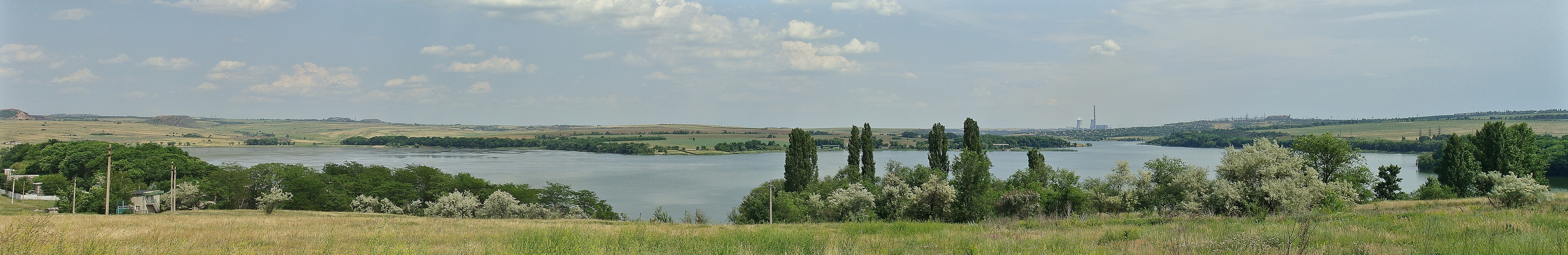
Ханженковское водохранилище
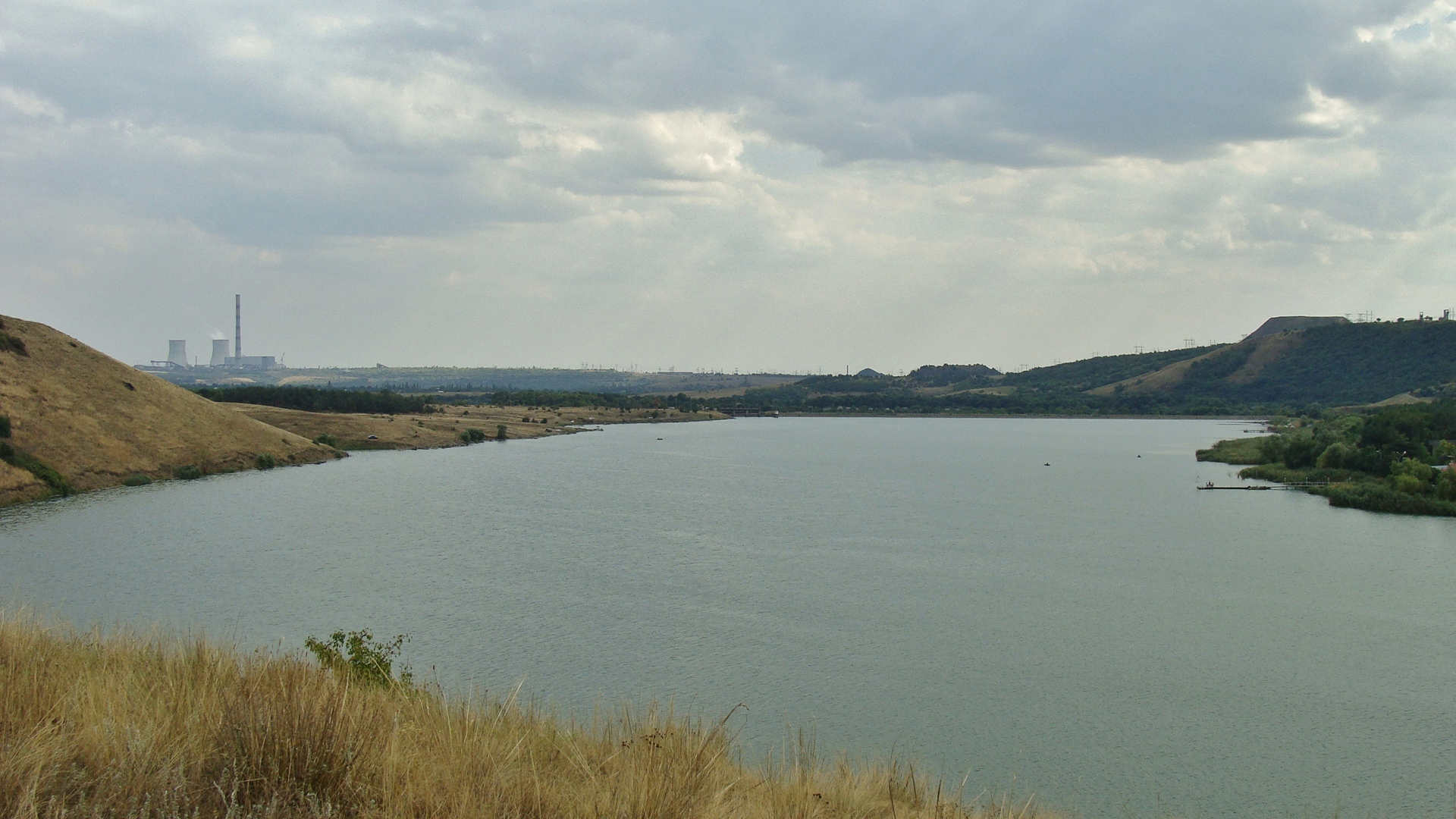
Южная сторона